# Кузнецова, Нинель Евгеньевна
Нине́ль Евге́ньевна Кузнецо́ва (22 мая 1931 года, Ленинград — 28 февраля 2010 года, Санкт-Петербург) — советский и российский учёный в области методики обучения химии, педагог, доктор педагогических наук, заслуженный работник высшей школы Российской Федерации (2001), отличник просвещения СССР (1981), профессор кафедры методики обучения химии РГПУ имени А. И. Герцена, один из авторов идеи развивающего обучения химии. Представления о системах понятий школьного курса химии, предложенные ею, легли в основу современных российских школьных учебников по химии.

## Биография
Родилась в Ленинграде. В 1955 году окончила факультет естествознания ЛГПИ имени А. И. Герцена, а в 1963 году — аспирантуру при кафедре методики преподавания химии и защитила под руководством А. Д. Смирнова, ученика выдающегося советского химика-методиста В. Н. Верховского, диссертацию на соискание степени кандидата педагогических наук по теме «Формирование и развитие понятий об основных классах неорганических соединений в курсе химии средней школы». В 1987 году защитила в ЛГПИ имени А. И. Герцена диссертацию на соискание ученой степени доктора педагогических наук на тему «Теоретические основы формирования систем понятий в обучении химии».
С 1975 года по 1992 год руководила кафедрой методики обучения химии ЛГПИ (РГПУ) имени А. И. Герцена.

## Сфера научных интересов
Основные работы Н. Е. Кузнецовой посвящены теории, методологии и методике развивающего обучения химии в средней и высшей школе, формированию систем понятий и языку химической науки, педагогическим технологиям, экологическому образованию, непрерывному педагогическому образованию. Работы, касающиеся формирования систем понятий, совершенствования структуры и методов обучения химии были основаны на идеях В. И. Кузнецова о концептуальных системах развития химии. Применила полученные результаты исследований для создания программ и пособий для студентов, для разработки программ, учебников и задачников по химии для общеобразовательных учебных заведений (основная и профильная школы РФ), для создания учебных и методических пособий для учителей и студентов.

## Педагогическая деятельность
Преподавала в ЛГПИ (РГПУ) имени А. И. Герцена почти 50 лет, с 1960 года. Подготовила более 32 кандидатов и 8 докторов наук
.

## Основные публикации
- Кузнецова, Н. Е. Формирование систем понятий при обучении химии. — М. : Просвещение, 1989. — 144 с. — ISBN 5090014167.
- Владыкина, А.В. Химический язык в школе: Учебное пособие для студентов / А.В. Владыкина, Н.Е. Кузнецова. — Вологда : ВГПИ, 1980. — 52 с.
- Методика преподавания химии. — М. : Просвещение, 1984. — 415 с.
- Васильева, П. Д. Обучение химии / П. Д. Васильева, Н. Е. Кузнецова. — СПб. : КАРО, 2003. — 128 с. — ISBN 5898152334.
- Кузнецова, Н. Е. Химия. Учебник для учащихся 8 класса общеобразовательных учреждений / Н. Е. Кузнецова, И. М. Титова, Н. Н. Гара … [и др.]. — М. : Вентана-Граф, 1997. — 336 с. — ISBN 5887170425.
- Кузнецова, Н. Е. Программы по химии для 8-11 классов общеобразовательных учреждений / под ред Н. Е. Кузнецовой / Н. Е. Кузнецова, И. М. Титова, Н. Н. Гара … [и др.]. — М. : Вентана-Граф, 2006. — 128 с. — ISBN 5887179228.
- Кузнецова, Н. Е. Химия : программы : 8-11 классы / Н. Е. Кузнецова, Н. Н. Гара. — М. : Вентана-Граф, 2014. — 184 с. — ISBN 9785360051985.
- Кузнецова, Н. Е. Обучение химии на основе межпредметной интеграции: 8-9 классы: Учебно-методическое пособие / Н. Е. Кузнецова, М. А. Шаталов. — М. : Вентана-Граф, 2004. — 352 с. — ISBN 5887174463.
- Шаталов, М. А. Обучение химии. Решение интегративных учебных проблем: 8-9 классы: Методическое пособие / М. А. Шаталов, Н. Е. Кузнецова. — М. : Вентана-Граф, 2004. — 256 с. — ISBN 5887177500.